# Schalleinfallsrichtung
Die Schalleinfallsrichtung wird als Schalleinfallswinkel θ in Winkelgrad bestimmt. Dabei wird das Schallsignal meistens in der Horizontalebene auf einen menschlichen Kopf, auf einen Kunstkopf beim Richtungshören, aber auch auf ein Mikrofonsystem oder ein Mikrofon einfallend betrachtet. Die wichtigste Schalleinfallsrichtung geradeaus vorne wird mit 0° bezeichnet.
Bei einem Mikrofon mit der Richtcharakteristik Niere liegt die geringste Empfindlichkeit bzw. größte Dämpfung bei 180°, also hinten, und bei einem Achtermikrofon bei 90° und 270° bzw. bei +90° und −90°, also an den Seiten.
Für die Bestimmung der Schalleinfallsrichtung (Richtungsbestimmung) bzw. der Hörereignisrichtung beim Richtungshören ist der Fachbegriff Lokalisation eingeführt.